# Itaquiraí
Itaquiraí, amtlich portugiesisch Município de Itaquiraí, ist eine Stadt im brasilianischen Bundesstaat Mato Grosso do Sul der Região Centro-Oeste (Mittelwesten).

## Geografie

### Lage
Die Stadt liegt 407 km von der Hauptstadt des Bundesstaates (Campo Grande) und 1342 km von der Landeshauptstadt (Brasília) entfernt. Die Stadt grenzt an Naviraí, Eldorado und Iguatemi.

### Klima
Das Klima ist subtropisch, nach der Klimaklassifikation von Köppen und Geiger Cfa.

### Gewässer
Die Stadt steht unter dem Einfluss des Río Paraguay und des Rio Paraná, die zum Flusssystem des Río de la Plata gehören. Flüsse, die durch das Stadtgebiet gehen: Rio Amambai (rechter Nebenfluss des Rio Paraná) und Rio Maracai.

### Vegetation
Das Gebiet ist ein Teil der Cerrados (Savanne Zentralbrasiliens).

## Verkehr
Die Landesstraße MS-295 führt durch die Stadt.

## Wirtschaftsdaten
Das BIP pro Kopf lag 2015 bei 22.568 Real, der Index der menschlichen Entwicklung (HDI) bei 0,620 (zuletzt berechnet 2010).